# Barbara Ordeneck
Barbara Ordeneck (* um 1600 in Würges; † 9. Dezember 1659 in Camberg) war Opfer der Camberger Hexenverfolgung und wurde am 9. Dezember 1659 hingerichtet.

## Leben

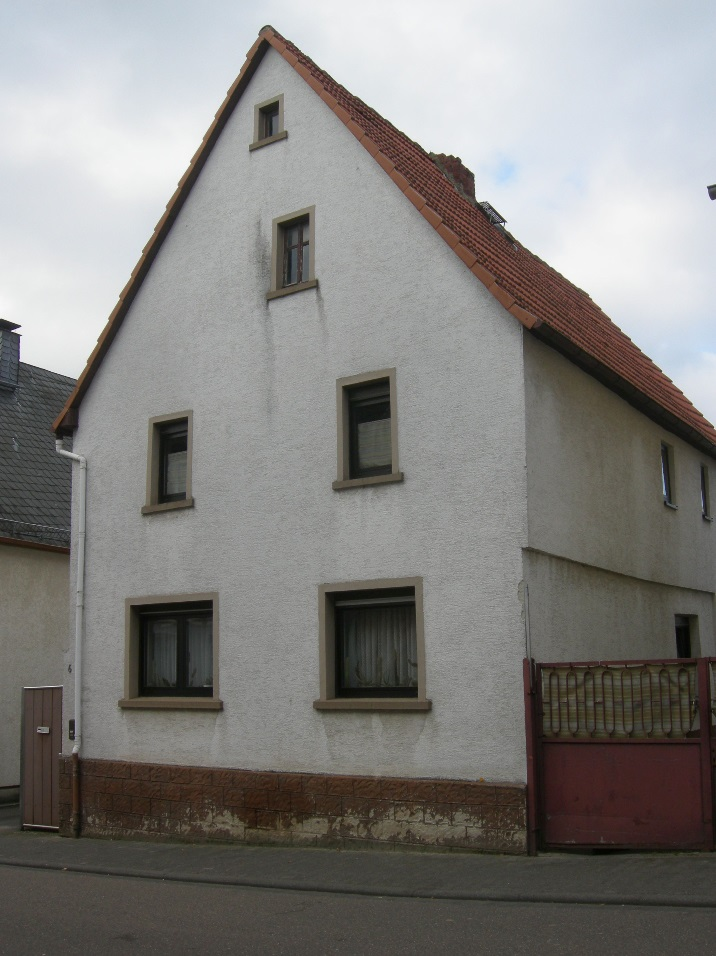
Schulstraße 6 in Bad Camberg

Barbara Ordeneck war die Tochter des Hans Kaspar Fleck, der sich seit 1607 in Würges nachweisen lässt. Ihr Schwager war Enners Bermbach von Würges. Um 1625 heiratete sie Andreas (Enners) Ordeneck, dem sie mindestens sechs Kinder gebar, von denen der Sohn Simon sie überlebte. Andreas Ordeneck war 1635 nassauischer, später kurtrierischer Schultheiß von Würges. Die Familie wohnte in Würges im Haus Schulstraße 6.

## Hexenprozesse Camberg
Hexenprozesse in Camberg wurden durchgeführt besonders in den Jahren 1629–1631, 1643–1644 und 1659–1660. 14 Frauen und ein Mann wurden beschuldigt, acht Frauen wurden hingerichtet, eine starb in Haft. Die übrigen Beschuldigten wurden, oft nach Folterung, entlassen.

## Hexenausschuss
1659 breitete sich unter der Einwohnerschaft Cambergs wie schon im Jahr 1629 Angst und Unruhe aus wegen des angeblich zunehmenden Hexenwesens. Die Bürger forderten in einer Initiative den nassauischen Keller Johann Weitzel auf, Hexenverfolgungen einzuleiten. Dieser schrieb an seinen Vorgesetzten Achatius von Hohenfeld, den Statthalter des Grafen von Nassau-Diez. Dieser erlaubte der Bürgerschaft, einen Hexenausschuss zu bilden. Trotz einiger Bedenken gab auch Kurfürst Karl Kaspar von der Leyen, Erzbischof von Trier (1652–1676), dem Drängen seiner Untertanen nach. Am 14. Juni 1659 fand eine Wahl und Vereidigung der zehn Ankläger für den Hexenausschuss statt mit Bürgern aus Camberg, Würges, Erbach, Oberselters, Dombach, Schwickershausen und Haintchen. Bürgermeister und Gemeinde ermächtigten die Ankläger, Verhöre, Anklagen und Verurteilungen durchzuführen. Zur Deckung der Unkosten der Prozesse setzten Bürgen (darunter einige Schultheiße) ihr Vermögen ein, allerdings haftete die Gemeinde insgesamt als Rückbürge. Im Falle einer Verurteilung wurden die Kosten gemäß einer Gebührenordnung den Angeklagten auferlegt. Infolgedessen hatte die Gemeinde ein Interesse an einer Verurteilung.

## Hexenprozess Barbara Ordeneck
Am Freitag, den 4. Juli 1659, begannen die Ankläger die Verhöre in den Ermittlungen gegen Agathe, die Frau des Jakob Pauli aus Erbach, und gegen Barbara Ordeneck aus Würges. Akten zu diesem Prozess finden sich in Bad Camberg und in Wiesbaden.
Die Anklage gegen Barbara Ordeneck umfasste 38 Punkte, darunter besonders Fälle von Schadenzauber:
- Sie habe den Tod eines Bullen des Peter Wünschmann bewirkt, der ihrer Kuh zugetrieben werden sollte. Sie habe zu dem Tier gesagt: Nun spring in hundert Teufel Namen.
- Sie habe im Haus des Peter Weber den Heinrich, den Zimmermann, beim Genuss von Tabak verzaubert und sei schuld an seinem Tod.
- Sie sei an die Stalltür eines Pferdes von Adam Becker getreten, welches bald darauf verendet sei.
- Bei der Hinrichtung der Margarethe Stopp im Jahr 1643 habe sie geäußert: wollte Gott, dass dieses die letzte wäre.
- Sie habe Drohungen ausgesprochen, als die Nachbarin Margarethe Werner sie zur Rede stellte, als sie Weizen vom Feld der Nachbarin abgeschnitten habe.
- Sie habe die Beinschmerzen eines Mannes verursacht, der bei einem Streitgespräch im Backhaus gesagt hatte: wenn sie eine Hexe wäre, müßte sie es selbst am besten wissen. Die Angeklagte habe darauf erwidert: Der Teufel wisse, wo er hergekommen sei.
- Zudem hätten drei der zuletzt als Hexe hingerichteten Frauen sie als Teilnehmerin an Hexentänzen benannt. Dazu findet sich allerdings in den Akten kein Vermerk.
- Der 18-jährige Johannes Sändt hatte ein geschwollenes Knie. Seine Mutter führte das auf Schadenzauber von Barbara Ordeneck zurück, als sie in ihrem Haus Bier getrunken hätten.

## Prozessverlauf
Mitte Juli kritisierte das zuständige Gericht am Oberhof in Koblenz im Gegensatz zu den Behörden von Nassau-Diez die Protokolle der bisherigen Zeugenvernehmungen: die Zeugen hätten vieles nur vom Hörensagen gewusst. Die Beschuldigungen reichten weder für eine Gefangennahme noch die Folter aus.
Nun forderte die nassauische Regierung zu Diez mit Schreiben vom 6. August 1659 eine Stellungnahme der Juristischen Fakultät der Universität Gießen an. Diese sahen die vorliegenden Beweise als ausreichend für einen Haftbefehl, allerdings sollte ihr ein Verteidiger beigeordnet werden. Weiteres Beweismaterial sollte gesammelt und im Übrigen nach der kaiserlichen Halsgerichtsordnung von Kaiser Karl V. verfahren werden. Die kurtrierischen Behörden allerdings beharrten auf ihrer Auffassung, so dass Barbara Ordeneck auf freiem Fuß blieb und nicht verhört wurde.
Die Ankläger brachten neue Anschuldigungen vor; die Abfassung der neuen Anklageschrift dauerte jedoch bis September. Das Zeugenverhör fand am 23. September 1659 auf dem Rathaus zu Camberg statt durch den Keller Weitzel in Gegenwart des trierischen Amtmanns von Hattstein.
- Die neuen Anschuldigungen betrafen Krankheiten von zwei Jungen. Die Zeugen glaubten, die Angeklagte hätte die Knaben behext.
- Zudem sei sie schuld am Tod eines Rehs des Hauptmanns Webel, der aus kurfürstlichen Diensten in Mainz war.
- Der Tod des 18-jährigen Zeugen Johannes Sändt nach langer Krankheit Anfang November 1659 brachte einen Wendepunkt in dem Prozess. Wie die Familie waren der Arzt und die beiden behandelnden Chirurgen aus Limburg überzeugt, dass hier ein unnatürlicher Vorgang zugrunde gelegen haben müsse.

## Verhöre von Barbara Ordeneck
Barbara Ordeneck wurde am 18. November 1659 wegen Zauberey eingezogen und ins Gefängnis geworfen. Am nächsten Tag begannen die Verhöre in Güte durch Amtmann von Hattstein und Keller Weitzel auf dem Rathaus. Barbara Ordeneck sagte, sie wisse nichts. Dann wurde sie dem Scharfrichter übergeben. Nach viermaligem Aufziehen legte sie ein Geständnis des Teufelspaktes, der Teufelsbuhlschaft, der Teilnahme am Hexensabbat und des Schadenzaubers ab. Sie gestand auch die Tötung ihrer besten Kuh, eines Kalbs und eines ihrer Schweine. Dem Kind eines Niederländers habe sie zudem Gift in den Brei gemengt und es dadurch umgebracht. Als Teilnehmerinnen beim Hexentanz nannte sie unter anderem Kellers Leysen, die Frau des Kellers Weitzel, und die Obristin, Frau von Hattstein, vielleicht in der Hoffnung, dass das Verfahren niedergeschlagen werden könnte.
Am 23. November wurde sie erneut in Güte verhört. Sie sagte, sie bereue ihre Taten und hoffe auf ein gnädiges Urteil. Es fällt auf, dass sie bei ihren Aussagen überhaupt nicht auf die Anklagepunkte gegen sie einging.
Der Wächter, der sie ins Gefängnis zurückbringen sollte, berichtete, dass die Angeklagte erklärt habe, dass sie bereue, so viel bekannt zu haben. Von allem, was sie bekannt habe, wisse sie nichts.
Auf Befehl des Oberhofes in Koblenz (Schreiben vom 28. November) und der fürstlich nassauischen Regierung (Schreiben vom 29. November 1659) wurde sie erneut über die verschiedenen Anklagepunkte verhört. Die Angeklagte stritt alle Vorwürfe ab.
Erneut wurde sie der Folter unterworfen: Aufziehen und Daumenschraube. Danach wiederholte sie ihr Geständnis vom 22. November und beschuldigte ein weiteres Mal Kellers Leysen. Dann sagte sie, were ehrbietig auf dieße ihre bekendtniß Christ- und reuhmütig zu sterben.

## Gerichtstag
Am 9. Dezember 1659 fand der Gerichtstag statt. Der nassauische Schultheiß verlas das Urteil, der trierische Schultheiß zerbrach den Stab. Als besondere Gnade wurde der Angeklagten die Hinrichtung mit dem Schwert gewährt, weil sie geständig und reuig war. Die Urteilsverkündigung fand vor dem Rathaus statt.
Ihren letzten Gang zum Galgenfeld an der Hohen Straße legte die Angeklagte zu Fuß zurück. Kurz vor der Hinrichtung machte sie einen Versuch, ihr Geständnis zu widerrufen. Der Amtmann und der Keller Weitzel ritten zu ihr hin, um sie zu fragen, was sie da rede. Schließlich bestätigte die Verurteilte doch ihr Bekenntnis und wurde vom Scharfrichter Meister Niklas von Limburg enthauptet. Ihr Körper wurde verbrannt.
Die Kosten des Verfahrens beliefen sich auf 360 Gulden und 23 Albus. Der Witwer der Hingerichteten, der trierische Schultheiß Andreas Ordeneck, erkannte am 17. Januar 1660 diese hohe Summe an und bezahlte sie. Umgehend ging er eine neue Ehe ein, verstarb aber schon 1661.
Über die zwei Töchter ihres Sohnes Simon hatte Barbara Ordeneck zahlreiche Nachkommen.